# Marien Ngouabi
Marien Ngouabi (n. 31 decembrie 1938, Owando, Republica Congo – d. 18 martie 1977, Brazzaville, Republica Populară Congo⁠(d)) a fost un ofițer și om de stat congolez.
A fost președintele Republicii Congo (atunci Republica Populară Congo) din 31 decembrie 1968 până la moartea sa.

## Biografie

### Familia
Născut pe 31 decembrie 1938 în Ombele, un sat mic, situat la aproximativ zece kilometri de Fort-Rousset (Owando), în Kouyou, departamentul Cuvette, Marien Ngouabi este fiul lui Dominique Osséré m'Opoma și Antoinette Mboualé-Abemba. La începutul anilor 1960 s-a căsătorit cu Clotilde Martin, de naționalitate franceză. Împreună, aceștia au avut doi fii. Apoi a avut o a doua căsătorie, cu Céline Mvouka. Din a doua sa căsătorie s-au născut mai mulți copii, inclusiv unul postum.

### Instruire și carieră militară
Din 1947 până în 1953 a urmat studiile primare la Fort-Rousset. În 1953 a fost admis la Școala Militară Pregătitoare „General Leclerc” din Brazzaville. A absolvit în 1957 și a fost repartizat la Bouar, în Oubangui-Chari (viitoarea Republică Centrafricană).
Din 1958 până în 1960 a făcut parte din Batalionul 2 Pușcași camerunezi, cu gradul de sergent. În 1960, după proclamarea independenței Congo-ului, a fost admis la cursurile de ofițeri din Franța, mai întâi la Școala Militară Pregătitoare de la Strasbourg, apoi la Școala Militară de Arme Combinate Coëtquidan. Drept colegi de clasă i-a avut pe compatrioții săi Joachim Yhombi-Opango, Louis Sylvain-Goma și Luc Kimbouala-NKaya. În 1962, s-a întors în Congo cu gradul de sublocotenent. A fost repartizat în garnizoana Pointe-Noire ca adjunct al comandantului batalionului de infanterie. În anul următor a fost promovat la gradul de locotenent. În 1965, întors la Brazzaville, a devenit căpitan și a comandat noul batalion de parașutiști al Forțelor Armate Congoleze. În 1 octobre 1968 a devenit comandant. La începutul anilor 1970 a început să studieze fizica la Școala Superioară de Științe din Brazzaville. A obținut o diplomă de studii avansate.

### Viața politică (1966-1968)
În 1966, Ngouabi a devenit membru al Comitetului Central al Mișcării Revoluționare Naționale (MRN), partidul unic. El era reprezentant al armatei în cadrul acesteia. Ca mulți dintre ofițeri, primea cu greu modificările aduse asupra armatei de către puterea politică. În anul precedent, în urma evadării fostului președinte Fulbert Youlou, Tineretul Mișcării Revoluționare Naționale (TMRN) a fost înzestrat cu o ramură armată, numită Apărarea Civilă. Fiind puternic echipată, rolul său era de a apăra Revoluția și Națiunea.
În 22 iunie 1966, Adunarea Națională a adoptat o lege care transforma Forțele Armate Congoleze (FAC) în Armata Populară Națională (APN). A fost creată o direcție politică în armată și un înalt comandament colegial. Ambele erau gestionate de o comisie civilă, condusă de un ofițer din partid, cu rang de comandant-șef al APN. Căpitanul Ngouabi a protestat împotriva acestei supuneri a armatei față de sfera politică și l-a criticat vehement pe președintele Massamba-Débat. Drept pedeapsă, a fost transferat la Pointe-Noire. După ce a refuzat să fie desemnat acolo, a fost arestat și retrogradat la gradul de soldat de primă clasă de către Massamba-Débat. Membrii grupului său etnic au manifestat în Brazzaville timp de două zile (27 și 28 iunie) pentru a cere eliberarea sa. S-au revoltat și soldații din batalionul său, regimentul aerian. Au ocupat clădiri guvernamentale și au jefuit sediul partidului. Șeful Statului Major al Armatelor, comandantul Mountsaka, care a venit la baza militară Maya-Maya pentru a-i aduce înapoi în rând, a fost luat prizonier și plasat în izolare. În cele din urmă, Apărarea Civilă a reușit să restabilească ordinea. Ngouabi a fost eliberat și repus în grad.
Confruntarea i-a conferit un oarecare statut în armată și a devenit liderul ofițerilor progresiști care doreau o politică mai de stânga din partea guvernului. Repartizat la biroul de cercetare al Statului Major General, a publicat o lucrare intitulată „Soldat al poporului”.
La începutul anului 1968, climatul politic s-a deteriorat. Massamba-Débat l-a demis pe Ambroise Noumazalaye și a decis să își asume el însuși rolul de prim-ministru. În luna iulie, tensiunea ajunsese la cote maxime. Din ce în ce mai contestat de clasa politică, Massamba-Débat i-a arestat pe Ngouabi și locotenentul Eyabo pe 29 iulie 1968 pentru activism politic excesiv. Batalionul aerian s-a revoltat din nou. Un detașament para-comando, condus de subofițerul Akouala, i-a eliberat pe cei doi prizonieri pe 31 iulie. Cu iscusință, Ngouabi și trupele sale au pătruns în centrul de detenție preventivă din Brazzaville și i-au eliberat din închisoare pe comandantul Mouzabakani și pe locotenentul Kinganga, închiși timp de câteva luni pentru tentativă de destabilizare a regimului. Astfel, ei au produs o diviziune în sânul poulației din Pool, atragând simpatia unei anumite părți a acestei comunități. În rândul populațiilor originare din regiunea natală a lui Massamba-Débat, exista o adevărată fragmentare între bakongo, care îl susțineau pe președinte, și celelalte grupuri etnice, nostalgice după Fulbert Youlou.
Pe măsură ce pozițiile se întăreau și țara se afla în pragul unui război civil, Massamba-Débat, slăbit după dezertarea comandantului Apărării Civile, Ange Diawara, a fost forțat să amnistieze toți prizonierii politici. Ngouabi devine punctul de convergență al numeroaselor opoziții existente la adresa șefului statului: ofițerii progresiști, ofițerii de dreapta — dintre care Mouzabakani era figura principală, facțiunea Noumazalaye și facțiunea Lissouba.

### Preluarea puterii (august – decembrie 1968)
Pe 3 august, în timp ce Massamba-Débat părăsea Palatul Poporului pentru a se îndrepta spre satul său natal, lăsând scaunul vacant, armata a publicat o declarație prin care îl invita pe președintele Republicii să își reia atribuțiile. Comunicatul specifica faptul că locotenentul Poignet, secretar de stat pentru apărarea națională, prelua rolul interimar. Oficialii militari au anunțat, de asemenea, numirea lui Ngouabi în funcția de comandant-șef al APN, în locul căpitanului Ebadep, și a căpitanului Sylvain-Goma în funcția de Șef de Stat Major, în locul căpitanului Kimboula-Nkaya.
Negocierile dintre noii oameni forte ai armatei și Massamba-Débat, întors la Brazzaville, au început pe 4 august. Acestea au dus, pe 5 august, la formarea unui nou guvern și la constituirea unui Consiliu Național al Revoluției (CNR), cu 39 de membri. Între membrii noului CNR erau și 12 ofițeri, inclusiv Ngouabi, Alfred Raoul, Kimbouala-Nkaya și Sassou N'Guesso. Massamba-Débat a acceptat și formarea unui nou guvern. Noua echipă reflecta echilibrul improbabil stabilit după confruntare (Lissouba la planificare, Mouzabakani la interne, Matoumpa-Mpolo la informații etc.)
Pe 16 august, o Lege fundamentală a abrogat constituția din 1963 și a înființat legal CNR, un organ legislativ provizoriu. Acesta devine adevăratul sediu al puterii. Era prezidat de Marien Ngouabi, în timp ce Massamba-Débat nu era decât un simplu membru. Funcționarea CNR îl privase, în fapt, președintele Republicii de puterea reală. În 20 august, comandantul Alfred Raoul a fost numit prim-ministru, prin decizia CNR.
La sfârșitul lunii august, în urma deciziei CNR de a încorpora Apărarea Civilă în APN, tensiunile au crescut din nou. Ultimii susținători ai lui Massamba-Débat din cadrul Apărării Civile s-au refugiat în tabăra meteorologică din Bacongo. Pe 29 august, armata a început asaltul. După 3 zile de lupte, susținătorii președintelui s-au predat. Pe 4 septembrie, confruntat cu erodarea puterii sale, Alphonse Massamba-Débat a demisionat din funcția de președinte al Republicii. A fost închis imediat.
Pe 7 septembrie, CNR a modificat Legea fundamentală și a desființat funcția de președinte al Republicii. Prim-ministrul Raoul a fost însărcinat cu asigurarea interimatului funcției de șefului statului până la înființarea unor instituții definitive. În realitate, după înființarea CNR-ului, Marien Ngouabi a devenit adevăratul om forte al țării.
La 31 decembrie 1968, Legea fundamentală a fost din nou modificată. CNR, reorganizat și redus la 28 membri, odată cu eliminarea apropiaților lui Massamba-Débat, a devenit organul suprem al statului. Șeful Consiliului era, de drept, președintele Republicii. Marien Ngouabi a devenit, astfel, al treilea președinte al Congo, la vârsta de 30 ani.
El a preluat conducerea unei țări de un milion de locuitori, a cărei economie se baza pe agricultură (alimente și export, mai ales cafea și cacao), exportul de cherestea, exploatarea minieră și transport. În această ultimă zonă, infrastructura (Calea Ferată Congo-Ocean, Ruta Comilog, Ruta fluvială și Portul Pointe-Noire) și amplasarea sa geografică îi permiteau țării să joace un rol de tranzit pentru alte țări din subregiune (Gabon, Camerun, Republica Centrafricană și chiar Ciad). Congo avea, de asemenea, o industrie agroalimentară și textilă în creștere, parțial privată și parțial de stat. Serviciile publice, deși modeste, funcționau corect. Corupția fusese eradicată aproape complet de regimul Massamba-Débat. Situația financiară a statului era sănătoasă. Principala limitare a țării era deficitul său de resurse umane la nivel înalt. Congo nu avea la dispoziție decât o mână de cadre universitare, ingineri, avocați sau contabili și mai puțin de o sută de medici. Totuși, cu o rată de școlarizare de 95% la nivel primar, toate speranțele păreau justificate.
La preluarea mandatului, Ngouabi a confirmat punerea lui Alfred Raoul în funcția de prim-ministru. Aceasta a constituit un nou guvern în care Mouzabakani nu apărea.
Spre deosebire de predecesorii săi, Ngouabi nu a ocupat Palatul Poporului, reședința președintelui Republicii de după independență. El a preferat să rămână la sediul APN, unde i s-a amenajat o reședință.

### Consolidarea puterii (1969-1971)
În primii ani la putere, Marien Ngouabi a întreprins reconstrucția politică a societății congoleze după modelul sovietic. În această privință, există o ruptură clară față de anii Massamba-Débat, a căror referință a fost China comunistă. Instituțiile politice au fost remodelate după modelul țărilor est-europene. Cooperarea cu URSS, RDG, Cehoslovacia, România și Cuba a fost consolidată.
Totuși, din punct de vedere economic, nu exista nicio tulburare. Tonul era cu siguranță mai puțin prietenos față de țările occidentale, dar interesele lor economice în industrie, comerț și servicii erau clare. Naționalizările rămâneau limitate, iar Congo solicita încontinuu cooperare tehnică și capital occidental, în special francez. Companiile Elf-Congo și Agip Recherches Congo au fost create chiar în 1969, prin asocierea statului congolez, minoritar, cu întreprinderea franceză ERAP și, respectiv, cea italiană Agip în domeniul identificării și exploatării petrolului.
Consolidarea puterii lui Ngouabi se ciocnește de multiple tentative de destabilizare. În februarie 1969, acesta a reorganizat Armata și a creat o Curte Revoluționară de Justiție, însărcinată cu judecarea celor care au desfășurat activități dăunătoare bunei funcționări a MRN din 1963. Câteva zile mai târziu, Mouzabakani, suspectat că pregătea o lovitură de stat, a fost arestat împreună cu alți ofițeri. Kinganga, implicat și el, a fugit la Kinshasa. Tribunalul revoluționar, prezidat de Simon-Pierre Ngouoniba-Nsari, asistat de Christophe Moukouéké, l-a condamnat pe Mouzabakani la muncă silnică pe viață în iulie. Complicii săi (André Loufoua, Firmin Mouzabkani, Joseph Senso etc.) au primit diverse sancțiuni.
Pe 19 iunie, căpitanul Kikadidi, Foueti și alte 17 persoane au fost arestate pentru o tentativă de lovitură de stat în favoarea fostului președinte, Massamba-Débat. Aceștia au fost condamnați la diferite pedepse penale, iar Kikadidi a fost eliberat din armată. În august 1969, TMRN s-a transformat în Uniunea Tineretului Socialist Congolez (UTSC).
Pe 16 octombrie 1969, fostul președinte Massamba-Débat, eliberat cu câteva luni mai devreme, a fost arestat din nou pentru evenimentele din iulie - august 1968 și pentru asasinatele comise în timpul mandatului său. Mai mulți dintre foștii săi colaboratori au fost închiși împreună cu el. Curtea Revoluționară nu a reușit să dovedească implicarea fostului președinte în asasinatele comise în timpul mandatului său și l-a achitat o lună mai târziu. Foștii săi colaboratori (Lissouba, Noumazalaye, Lounda, Claude-Ernest Ndalla) au fost, de asemenea, achitați. Cu toate acestea, tuturor li s-a interzis orice activitate politică și părăsirea țării timp de doi ani.
Pe 7 noiembrie 1969, Bernard Kolelas a fost arestat pentru tentativă de lovitură de stat. Deja condamnat la moarte in absentia în 1965 pentru acte de terorism, acesta s-a întors din exil cu un an mai devreme, după ce a fost grațiat de Ngouabi și s-a întors în funcția publică. Pe 14 noiembrie, o curte marțială l-a condamnat la moarte, împreună cu trei dintre complicii săi. Sentința a fost confirmată de Curtea Revoluționară două săptămâni mai târziu. Totuși, sentința nu a fost executată.
În perioada 29 - 31 decembrie 1969 a avut loc congresul constitutiv al Partidului Muncitoresc Congolez (PMC), un partid unic de avangardă, de orientare ideologică marxist-leninistă. Statutele au fost redactate de Claude-Ernest Ndalla și Moungounga Nkombo Nguila. O nouă constituție a fost promulgată cu această ocazie. Numele oficial al țării a devenit Republica Populară Congo. Simbolurile republicii au fost schimbate. Drapelul tricolor (verde-galben-roșu) este înlocuit de un drapel roșu cu o sapă și un ciocan galbeni încrucișați, înconjurați de 2 frunze de palmier verzi. Trois glorieuses înlocuiește imnul național La congolaise. Parlamentul este desființat.
PMC-ul, un partid unic, era condus de un Comitet Central format din 30 de membri, aleși de Congresul partidului pentru 5 ani. Un Birou Politic de 8 membri era responsabil de asigurarea punerii în aplicare a deciziilor Congresului și ale Comitetului Central. Acesta era centrul puterii politice în cadrul regimului. Președintele Comitetului Central, ales de Congres, era președintele Republicii. Noua constituție consacra o veritabilă preluare a puterii de către o facțiune politică. Nu există reprezentare populară, iar membrii partidului sunt recrutați prin cooptare. Șeful PMC, numit de colegii săi, era instalat automat ca șef al statului fără a fi supus votului popular, spre deosebire de regimul anterior. Organul executiv al Republicii se numește Consiliul de Stat și era prezidat de șeful statului, care era asistat de un vicepreședinte al Consiliului de Stat. Funcția de prim-ministru a fost desființată.
Trei organizații de masă sunt responsabile de supravegherea diferitelor segmente ale populației: Confederația Sindicală Congoleză (CSC), Uniunea Revoluționară a Femeilor Congoleze (URFC) și Uniunea Tineretului Socialist Congolez (UTSC). Uniunea Națională a Scriitorilor și Artiștilor Congolezi (UNEAC) a fost creată câțiva ani mai târziu.
Pe 7 ianuarie 1970, Marien Ngouabi a fost învestit în funcția de șef al partidului și al statului pentru 5 ani. Acesta l-a numit pe Alfred Raoul vicepreședinte al Consiliului de Stat.
În cadrul procesului de instituire a unei economii socialiste, Agenția Transecuatorială de Comunicații (ATEC), care gestiona transportul feroviar și fluvial, a fost naționalizată în martie 1970 și a devenit Agenția Transcongoleză de Comunicații (ATC). Societatea Industrială și Agricolă din Niari, o filială a Grands Moulins de Paris, a fost naționalizată în luna noiembrie a aceluiași an.
Pe 23 martie, locotenentul Kinganga, aflat în exil la Kinshasa după presupusa sa tentativă din iunie 1969, a debarcat la Brazzaville în fruntea unui comando și a încercat să răstoarne regimul Ngouabi. Încercarea sa a eșuat și a fost împușcat mortal lângă clădirea postului național de radio pe care tocmai îl preluase. Cadavrul său și cele ale membrilor comandoului, căzuți odată cu el, au rămas expuse mult timp în fața clădirii postului de radio. Mai mulți tineri entuziaști susținătorii ai mișcării, care se alăturaseră coloanei lui lui Kinganga, au fost, de asemenea, împușcați. Căpitanul Augustin Poignet, și el implicat, a reușit să evadeze la Kinshasa. O săptămână mai târziu, trei complici (Miawouama, Nkoutou și Mengo), au fost condamnați de o curte marțială și executați. Membrii comandoului și complicii din armată și jandarmerie au fost condamnați de Curtea Revoluționară. După aceste evenimente, Marien Ngouabi a denunțat implicarea CIA și a președintelui Mobutu Sese Seko din Republica Democrată Congo vecină în lovitura de stat.
În urma acestei tentative, PMC s-a întrunit într-un congres extraordinar în perioada 30 martie - 2 aprilie 1970. Biroul Politic a fost extins la 10 membri, în beneficiul lui Ambroise Noumazalaye și al căpitanului Sassou N'Guesso. Jandarmeria, a cărei loialitate nu a fost totală în timpul evenimentelor, a fost dizolvată, iar membrii săi încorporați în armată. Consiliul de Stat a fost reorganizat.
Pe 29 august 1970, fostul ministru Stéphane-Maurice Bongho-Nouarra a fost arestat pentru conspirație contrarevoluționară. A fost condamnat la 10 ani de muncă forțată.
În cursul anului 1970, în toate întreprinderile și administrațiile au fost create comitete revoluționare, iar pentru a candida la un post în administrația publică a devenit necesar un certificat de militantism.
La 4 decembrie 1971, Marien Ngouabi a creat prin decretUniversitatea din Brazzaville. Aceasta integra toate instituțiile de învățământ superior care existau în Brazzaville.

### Tentativa M22 (decembrie 1971 - mai 1973)
La doar câteva luni după crearea PMC, aripa stângistă a partidului a început să conteste conducerea lui Ngouabi, acuzându-l de apatie în fața corupției crescânde și a gestiunii puterii pe baze etnice. În martie 1971, Martin M'beri a distribuit pliante care denunțau tribalismul lui Ngouabi. În noiembrie 1971, elevii de liceu și studenții au început o grevă generală în Brazzaville și Pointe-Noire pentru a protesta împotriva lipsei de resurse în educație, precum și împotriva angajamentului ideologic de fațadă și a îmbogățirii anumitor lideri de partid. Ngouabi a văzut-o dreot o manipulare din partea aripii stângi a partidului. Represiunea demonstrațiilor a provocat moartea unui elev de liceu în Pointe-Noire.
Între 27 - 31 decembrie 1971, sesiunea extraordinară a Comitetului Central PMC s-a transformat într-o confruntare între susținătorii lui Ngouabi și aripa stângistă a partidului (Noumazalaye, Ndalla, Diawara, Kimbouala-Nkaya, Combo-Matsiona, Bongou, Jean-Pierre Assoua etc.) La finalul întrunirii au fost pronunțate excluderi din Biroul Politic și din Comitetul Central, afectând atât stânga (Ndalla, Combo-Matsiona), cât și dreapta partidului (Alfred Raoul). Biroul Politic a fost redus la 5 membri. Consiliul de Stat este, de asemenea, în curs de reorganizare. Aloïse Moudileno Massengo îl înlocuiește pe Alfred Raoul în funcția de vicepreședinte.
Pe 22 februarie 1972, în timp ce Ngouabi se afla într-o călătorie de afaceri la Pointe-Noire, Diawara a condus o tentativă de lovitură de stat. Conspiratorii au ocupat clădirea postului de radio național și aeroportul din Brazzaville. Aceștia au arestat mai multe autorități politice din oraș. Comandantul Yhomby-Opango, șeful Statului Major, a zădărnicit tentativa. Din partea conspiratorilor, miniștrii Prosper Matoumpa Mpolo și Elie Itsouhou, precum și Franklin Boukaka au fost uciși. Întors în grabă de la Pointe-Noire seara, Ngouabi a luat situația în mâini. Au fost arestate zeci de personalități: Lissouba, Noumazalaye, Ndalla, Combo-Matsiona, Jean-Pierre Assoua, Alfred Raoul, Camille Bongou, Atondi-Momondjo, Benoît Moundélé-Ngollo, Gabriel Nzambila, precum și tineri susținători ai aripii stângiste a partidului. Diawara, Ikoko și câțiva dintre camarazii lor au reușit să scape și au stabilit un sediu al luptătorilor de rezistență (maquis) în apropierea a Goma Tsé-Tsé, la aproximativ cincizeci de kilometri de Brazzaville.
Judecarea în curtea marțială a liderilor loviturii de stat a avut loc la începutul lunii martie. Au fost pronunțate 23 de pedepse cu moartea (Diawara, Noumazalaye, Ndalla, Bongou, Ikoko, Kimbouala-Nkaya, Jean-Pierre Assoua, N'Débéka, Atondi-Momondjo etc.), precum și mai multe pedepse cu închisoarea. În ciuda opoziției clanului său, Ngouabi a înlocuit pedeapsa cu moartea cu închisoarea pe viață, cu excepția puciștilor fugari.
O opoziție clandestină fusese organizată, sub numele de Mișcarea 22 Februarie (M22), preluând conducerea maquis-ului guevarist pe care Diawara l-a înființat în pădurea Goma Tsé-Tsé. Diawara a scris un document intitulat „Autocritica M22” care a circulat clandestin în orașele mari. În aceasta, el denunță complicitatea dintre OBUMITRI (oligarhia birocratic-militar-tribalistă, reprezentată de Ngouabi) și imperialismul francez. De asemenea, el analizează cauzele eșecului tentativei M22.
La sfârșitul lui iulie 1972, Ngouabi a convocat o Conferință Națională, cu sarcina examinării principalelor direcții ale țării. Forumul nu a produs rezultate semnificative, dar i-a permis totuși să își alieze un număr mare de membri ai Asociației Studenților Congolezi (AEC), veniți din Franța.
În august 1972, Aloïse Moudileno Massengo, aflat într-o vizită în Franța, a demisionat cu larmă din funcția de vicepreședinte al Consiliului de Stat, iar Ange-Edouard Poungui a fost desemnat pentru a-l înlocui.
Începând cu februarie 1973, armata a întreprins operațiuni militare în regiunea Goma Tse-tse pentru a desființa maquis-ul Diawara. În aceeași lună, Ngouabi a denunțat o altă tentativă a lui Diawara și a arestat 45 de persoane, inclusiv Pascal Lissouba și Sylvain Bemba, ministrul informațiilor. Procesul lor a avut loc între 16 și 23 martie. Au fost pronunțate diverse sentințe, iar Lissouba a fost achitat.
Întreprinderea M22 s-a încheiat brusc pe 24 aprilie 1973 odată cu capturarea și executarea luptătorilor de rezistență. Cadavrul lui Ange Diawara, Ikoko și Bakekolo au fost plimbe prin Brazzaville și expuse de Ngouabi în persoană în timpul unei mitinguri populare ținute pe Stadionul Revoluției. Lipsa de respect față de corpurile lipsite de viață ale luptătorilor din rezistență a șocat profund opinia națională, ofensând sensibilitățile bantu. 
După ce a depășit numeroasele încercări împotriva puterii sale, Ngouabi a dobândit în rândul populației, în special în rândul tinerilor, o aură de erou invincibil. Această percepție era întărită de aroganța cu care ataca Franța în discursurile sale.

### Înființarea celei de-a patra Republici (iunie 1973 - decembrie 1974)
Pe 24 iunie 1973, poporul congolez a fost chemat să se pronunțe asupra unei noi constituții elaborate de PMC, în cadrul celui de-Al Doilea Congres Extraordinar din decembrie 1972. 73,5% de voturi favorabile au fost înregistrate. Noul text fundamental reinstaura Adunarea Națională și înființa consilii locale. Parlamentul urma să fie compus din 115 deputați, aleși prin vot universal pe o singură listă prezentată de partidul unic. Era prevăzut un executiv cu două nivele, cu un guvern condus de un prim-ministru și un Consiliu de Stat condus de șeful statului, care includea 5 membri ai Biroului Politic și 5 membri ai Biroului Adunării Naționale.
Pe 27 august 1973, Henri Lopès a fost numit prim-ministru. Acesta a format un guvern cu 17 membri. În octombrie, Înaltul Comandament Militar a fost, de asemenea, reorganizat, căpitanul Victor Tsika Kabala înlocuindu-l pe Yhombi-Opango în funcția de șef al APN.
La începutul anului 1973, statul, care se lupta să-și echilibreze bugetul încă din 1968, a înregistrat o creștere considerabilă a veniturilor sale odată cu începerea extracțiilor în largul coastei Pointe-Noire, în zăcământul Émeraude, câteva luni mai devreme. Odată cu exploatarea acestui zăcământ gigantic prin concesiune de către compania Elf-Congo, a avut loc adevărata intrare a R.P. Congo în cercul țărilor africane producătoare de petrol, în cel mai oportun moment (șocul petrolier din 1973). De la un număr nesemnificativ, ponderea veniturilor din petrol în buget crește la 31%.
În ianuarie 1974, compania ELF a fost de acord să plătească 21 de miliarde de franci CFA statului congolez în cadrul unei dispute privind redevențele anterioare. La începutul anului 1974, au fost semnate noi acorduri de cooperare între Congo și Franța.
În februarie 1974 a fost creată compania Hydro-Congo. Noua companie de stat își propunea să se lanseze în cele din urmă în identificarea și producția petrolieră, urmând exemplul Sonatrach. La început, compania asigura pur și simplu distribuția produselor petroliere. A obținut, apoi, monopolul asupra acesteia, iar toate stațiile de alimentare au fost naționalizate.
Pe parcursul anului 1974, localitățile din Congo au fost redenumite. Numele franceze moștenite din colonizare au fost înlocuite cu nume mai vechi. În unele cazuri, s-au creat altele noi. Cu toate acestea, numele orașului Brazzaville rămâne neschimbat. Denumirile instituțiilor de învățământ sunt, de asemenea, schimbate.
În decembrie 1974 a avut loc al II-lea Congres Ordinar al PMC. Ngouabi a fost numit din nou în unanimitate în funcția de șef al partidului unic și al statului pentru o perioadă de 5 ani.
La nivel internațional, regimul Ngouabi a sprijinit mișcările de eliberare progresiste din coloniile portugheze din Africa. În special în Angola, MPLA-ul lui Agostinho Neto a găsit susținere în Brazzaville în conflictul său împotriva Portugaliei, apoi împotriva mișcărilor rivale ale UNITA și FNLA.

### Declin (ianuarie 1975 - martie 1977)
Sistemul pus în aplicare de Marien Ngouabi își arată din ce în ce mai mult limitele. Deși marxismul său era „bine temperat”, chiar și în ochii ambasadei franceze din Brazzaville, construirea unei societăți socialiste în inima Africii nu s-a dovedit a fi un adevărat succes. În Congo, unde toată lumea avea o conștientizare sporită a identității sale etnice, Ngouabi se bucura de sprijinul puternic al populațiilor și elitelor din nordul țării, de unde provenea, și trebuia să facă față ostilității mai mult sau mai puțin latente a unei mari părți a populațiilor și a oficialilor din sud. În acest context, PMC apărea pentru mulți ca un instrument de dominație al elitei nordice. Regulile de funcționare ale partidului încurajau și ele această percepție. Calitatea de membru al PMC era condiționată de sponsorizarea de către un membru al Comitetului Central. Prin calcul politic, liderii favorizau, în general, încorporarea celor care, prin afinitate etnică sau de altă natură, le sunt apropiați, pentru a-și construi o clientelă. Nivelul intelectual și moral al PMC avea de suferit. Din ce în ce mai mult, apartenența la PMC nu era altceva decât o afacere oportunistă, deoarece, pentru a avansa, apartenența la partid devenea obligatorie. Militanții adesea nu aveau decât o idee vagă sau confuză despre ce însemna teoria marxistă. Eliminarea M22 (prin excludere, închisoare sau execuție) a lipsit PMC-ul de membrii săi cei mai sinceri și de cei mai dedicați ideologiei comuniste. Comportamentul liderilor de partid, și, prin urmare, al statului, nu se încadrau întotdeauna în ortodoxia marxist-leninistă (aroganță, îmbogățire), iar acuzațiile de delapidare veneau asupra mai multora dintre ei, în opinia publică.
Organizarea societății conform dogmelor socialismului științific a avut consecințe dezastruoase asupra funcționării statului. Administrațiile publice și serviciile sociale au avut mult de suferit de pe urma preferințelor partizane care i-a promovat pe membrii PMC în fruntea tuturor structurilor publice, fără a se ține cont de competențe. Deturnarea de fonduri devenise o practică obișnuită în serviciile și întreprinderile publice și era, în majoritatea cazurilor, înfăptuită de oficiali ai PMC.
Principiul „trilogiei determinante”, care implica Partidul, Sindicatul și Conducerea în gestionarea politicilor, a afectat considerabil performanța întreprinderilor de stat. În mod sistemic, accesul la conducerea întreprinderilor a fost determinat de militantism mai degrabă decât de abilități. Acest lucru a dus la o scădere a productivității.
Având încredere în prognozele privind veniturile din exploatarea petrolului, Ngouabi a lansat programul trienal 1975-77 de dezvoltare economică, socială și culturală în ianuarie 1975. Planul, în valoare de 75 de miliarde de franci CFA, își propunea să construiască o economie independentă, să deschidă hinterlandul și să reducă inegalitățile sociale. Relansarea companiilor publice aflate în dificultate, crearea de noi companii de stat (Plasco, Impreco etc.) și numeroase lucrări publice (construirea unei noi secțiuni a CFCO între Dolisie și Bilinga, câteva sute de kilometri de drumuri și aeroporturi în unele centre urbane ale țării) au fost incluse în programul trienal.
Dificultățile economice, atenuate o vreme de veniturile din petrol, au reapărut. Zăcământul Emerald nu avea performanța așteptată și aceasta a intrat în declin mai repede decât a fost prevăzut. Incompetența agențiilor de comercializare de stat a cauzat o scădere a producției de cacao și cafea. Fermele de stat, modelate după colhozurile sovietice, erau neproductive. Fabricile erau în pragul falimentului. Începerea producției la rafinăria din Pointe-Noire, planificată pentru 1975, a fost amânată. Lucrările începute în 1972 cu scopul de a obține independența în aprovizionarea de produse pe bază de hidrocarburi și de a reduce facturile la energie nu au fost finalizate. Din păcate pentru președintele Ngouabi, sloganurile patriotice și diatribele zilnice împotriva imperialiștilor au fost insuficiente împotriva crizei economice sau a dificultăților bugetare. Clasa politică nu mai credea în capacitatea sa de a redresa țara, iar opinia publică era perplexă.
Pentru a reporni mașina, Ngouabi a reunit Comitetul Central într-o sesiune extraordinară între 5 și 12 decembrie 1975. Conducerea PMC lua act de „lipsa de coeziune și dinamism a conducerii politice”, de „lipsa de combativitate a organizațiilor de masă” și performanța slabă a întreprinderilor de stat, din cauza incompetenței și inconștienței directorilor, a supraangajării și a cursei frenetice după beneficii materiale.” O „radicalizarea a revoluției” a fost întreprinsă pentru „pentru a evita capaturarea sa de către forțe reacționare din interior și din exterior”. Concret, anumiți membri ai Comitetului Central au fost excluși (Yhombi-Opango, Martin Mberi, Pierre Nze, Anatole Kondho, Jean-Jules Okabando ) și Biroul Politic a fost dizolvat. În schimb, a fost înființat un Stat Major Revoluționar Special. S-a format un nou guvern. Pentru întreprinderile de stat, Comitetul Central a recomandat un „inventar sistematic al tuturor directorilor Națiunii pentru a pune omul potrivit la locul potrivit.”
Statul Major General Revoluționar Special era compus din Marien Ngouabi, Jean-Pierre Thystère-Tchicaya, Louis-Sylvain-Goma, Denis Sassou N'Guesso și Jean-Pierre Gombe. Sylvain-Goma, numit prim-ministru pe 18 decembrie, a format un guvern din 15 miniștri. Pe 28 decembrie, Sassou N'Guesso a fost numit delegat al Consiliului de Stat, responsabil de Apărare și Securitate, prin decret prezidențial. În ianuarie 1976, Ngouabi a promulgat o Lege fundamentală care a transferat puterile Comitetului Central către Statul Major Revoluționar Special.
Pe 19 martie 1976, la doar câteva săptămâni după aceste schimbări, elicopterul președintelui s-a prăbușit în pădurea nordică, având la bord, pe lângă Ngouabi însuși, comandantul Kakou, profesorul Diamond și omul de afaceri Nicoloso. Timp de 5 zile, națiunea nu a primit nicio veste despre Ngouabi și tovarășii săi. Cei epurați, adică victimele radicalizării, au încercat să preia controlul. CSC, un sindicat unic afiliat PMC-ului, susținut de o parte din UTSC, anunță o grevă generală a tuturor muncitorilor pentru a cere reabilitarea Comitetului Central. Thystère-Tchicaya, numărul doi în regim, a reușit să înfrângă mișcarea. Între timp, după ce a traversat pădurea pe jos timp de câteva zile, Ngouabi a ajuns în sfârșit la Owando. El era singurul supraviețuitor al accidentului, alături de Kakou. Întors la Brazzaville, a făcut curățenie în fruntea CSC, unde Jean-Michel Bokamba-Yangouma l-a înlocuit pe Anatole Kondho, și la UTSC, unde Jean-Pierre Gombe i-a luat locul lui Jean-Jules Okabando.
În noiembrie 1976, a avut loc o conferință de partid pentru a analiza procesul istoric al revoluției și perspectivele acesteia. Pregătirile pentru cel de-al Treilea Congres Extraordinar al PMC au început acolo.
Minele de potasiu din Holle au fost inundate. Fusese un accident sau un sabotaj? Pentru Ngouabi, nu exista nicio îndoială: acesta a fost un sabotaj deliberat din partea imperialismului francez. Companiile de potasiu din Alsacia care le exploatează doreau să le închidă de mai mulți ani, deoarece le considerau neprofitabile. În plus, incursiunile separatiștilor din Cabinda din cadrul FLEC în teritoriul congolez pentru a sabota ruta de realiniere a CFCO, aflată în construcție, înrăutățeau climatul politic.
Președintele firmei Elf Aquitaine organiza asfixierea economică a Congo-ului, în timp ce negocieri de conflict aveau loc la Paris. 

### Asasinat
La începutul lunii martie 1977, Ngouabi a primit o scrisoare de la predecesorul său, Massamba-Débat. În scrisoarea sa, i-a recomandat să demisioneze, deoarece gravitatea situației din țară o cerea. Pe 3 martie, i-a primit în audiență pe fostul președinte și pe soția sa. Câteva zile mai târziu, în timpul unei întâlniri populare organizate de URFC, a atacat violent imperialismul francez, pe care îl considera responsabil pentru dificultățile economice din Congo. El rostește și această frază curioasă: "Când țara ta este murdară și îi lipsită de pace durabilă, poți să-i redai curățenia și unitatea doar spălând-o cu sângele tău.”
Pe 18 martie a început o carieră nouă la Facultatea de Științe a Universității din Brazzaville, ca lector în primul an. Întors la Statul Major General, i-a primit succesiv în audiență pe Alphonse Mouissou-Poaty, președintele Adunării Naționale, și pe cardinalul Émile Biayenda. La ora 14:30, un comando înarmat a pornit un atac armat în incinta reședinței sale. Câteva minute mai târziu, a fost dus de urgență la spitalul militar din Brazzaville. La scurt timp după aceea, medicul legist l-a declarat mort, constatând că trupul președintelui era ciuruit de gloanțe, deși purta haine noi.
Finanțatorii acestui asasinat nu au fost identificați. Implicarea lui Mobutu este adesea menționată, fără a fi certă. Jurnalista Colette Braeckman indică o probabilă cooperare între Kinshasa, Washington și Paris pentru eliminarea lui Ngouabi. 

## Posteritate
La moartea lui Ngouabi, a fost înființat un Comitet Militar al Partidului. Pe 19 martie, noua juntă l-a identificat pe căpitanul Barthélemy Kikadidi drept lider al comandoului care l-a asasinat pe Ngouabi. CMP a înființat o comisie de anchetă și o curte marțială care i-a condamnat la moarte pe Massamba-Débat și pe mai mulți membri ai gărzii prezidențiale. Fostul președinte a fost executat la o săptămână după moartea succesorului său.
Înmormântarea lui Ngouabi a avut loc pe 2 aprilie. Comandantul Sassou-Nguesso a citit discursul funerar. Regretatul președinte a fost înmormântat în incinta Statului Major General, în fața reședinței sale. Câteva luni mai târziu, pe mormântul său a fost ridicat un mausoleu.
Succesorii săi, Yhombi-Opango și apoi Sassou-Nguesso, au instaurat un cult național în memoria și opera sa, similar cu cel al lui Lenin în URSS sau al lui Mao în China. Ei pretindeau că își derivă legitimitatea de la el și că îi calcă pe urme. Universitatea din Brazzaville a fost redenumită în memoria sa.
În ianuarie 1978, tribunalul revoluționar a deschis procesul a 42 de persoane acuzate de complicitate la asasinarea sa. Zece dintre ei au fost condamnați la moarte și executați pe 7 februarie. Căpitanul Barthelemy Kikadidi, fugar din 18 martie 1977 și condamnat la moarte in absentia pentru că a condus comandoul care a atentat la viața lui Ngouabi, a fost ucis de armată pe 13 februarie 1978.
În 1991, Conferința Națională Suverană a relativizat locul lui Ngouabi în istoriografia congoleză și i-a reabilitat pe ceilalți foști președinți ai Congo-ului (Fulbert Youlou, Alphonse Massamba-Débat și Joachim Yhombi-Opango).
La o dată nespecificată, rămășițele lui Ngouabi au fost exhumate discret pentru a fi înhumate din nou în Owando.

## Citate
„Când țara ta este murdară și îi lipsește pacea durabilă, poți să-i redai curățenia și unitatea doar spălând-o cu sângele tău.”—Marien Ngouabi, 13 martie 1977: ultimul discurs din Piața Primăriei din Brazzaville.
„Unitatea națională, singura unitate adevărată, înseamnă eforturile cumulate ale tuturor oamenilor, din cele nouă regiuni ale țării, pe baza muncii, în vederea creșterii producției naționale. Iar pacea socială nu poate fi menținută decât într-un context general al muncii.”—Marien Ngouabi, 31 decembrie 1976.
„Este imposibil să forțezi masele să accepte un cadru sau altul drept reprezentant real al avangardei proletare. Respectul maselor se câștigă. Niciun prestigiu nu vine din cer. Practica noastră ni-l conferă sau, dimpotrivă, ni-l neagă. Masele vor să găsească în liderii lor, dacă nu imaginea a ceea ce sunt în prezent, cel puțin pe cea a ceea ce își doresc să devină pentru ca societatea să fie mai bună. Autoritatea Partidului va fi întotdeauna contestată atâta timp cât cadrelor sale le lipsește influența care creează discipoli și militanți convinși.”—Marien Ngouabi, decembrie 1974.
„De la înălțimea reședinței prezidențiale, așezat pe una dintre terasele principale, care oferă o vedere minunată asupra fluviului Congo, m-am simțit profund mișcat de un spectacol totuși regulat și monoton, specific Africii negre, pur și simplu întregii Africi. Acest spectacol mă bulversează pentru că, în calitate de lider politic și executiv al acestei țări, Congo, mă regăsesc direct preocupat de ceea ce observ. Nu sunt în hinterland, sunt în Brazzaville, capitala Republicii Populare Congo. Sunt într-unul dintre cele mai agitate orașe din Africa, un oraș unde, încă din 1963, masele populare au îndrăznit să sfideze canoanele imperialismului pentru a-și decide singure propria istorie, istoria țării lor. Sunt în Brazzaville, unde, de aproape opt ani, socialismul științific nu mai este un cuvânt gol, o doctrină necunoscută poporului nostru și cu atât mai mult tineretului nostru intelectual dinamic și revoluționar. Dar acest spectacol mă bântuie atât de mult astăzi, încât sunt obligat să încep să scriu prematur despre experiența Revoluției noastre, despre ceea ce a fost Revoluția noastră și despre ceea ce poate și trebuie să fie Revoluția noastră. În fața mea, în timp ce scriu, sunt femei, țărănci care stau acolo de ore întregi, pe malurile fluviului Congo, cu macete și săpi în mâini, obosite, dar harnice. Femei care muncesc pentru a se hrăni, pentru a se îmbrăca, pentru a trăi, pentru a face istoria Congo-ului, istoria unei etape a Revoluției noastre, istoria unei Africi exploatate. Sunt acolo de la primele ore ale zilei, cu toți copiii lor și chiar cu copiii lor foarte mici. Transformă natura, creează, muncesc pentru producție. Sunt și câțiva bărbați ocupați cu aceeași sarcină și toți aici, în capitala noastră, fac parte, într-adevăr, din țărănimea săracă, care este cel mai important strat al societății noastre. Mi-am dat seama că există o mare diferență între ceea ce vreau și ceea ce reușesc, între ceea ce spun și ceea ce se face de fapt sau concret. Mi-am dat seama și îmi dau seama din ce în ce mai mult că există riscul unei prăpastii între directive și execuție, între teorie și practică.”—Marien Ngouabi, sâmbătă, 19 iunie 1971.

## În literatură
- Alain Mabanckou, Les cigognes sont immortelles, Seuil, 2018.